# Ján Spevák
Ján Spevák (1. ledna 1906 – ???) byl slovenský a československý politik a poúnorový poslanec Národního shromáždění ČSR za Stranu slovenské obrody.

## Biografie
Ve volbách do Národního shromáždění roku 1954 získal mandát v parlamentu za volební obvod Krupina-Banská Štiavnica. V parlamentu zasedal do konce funkčního období, tedy do voleb v roce 1960. K roku 1954 se profesně uvádí jako člen Okresního výboru Obránců míru a soukromý zemědělec z obce Krupina.